# Jaan Tõnisson
Jaan Tõnisson ( Viiratsi, 22. prosinca 1868. – Tallinn(?), vjerojatno 1941.), estonski je političar i pravnik. Uz Konstantina Pätsa, Tõnisson je bio jedan od vodećih estonskih državnika u međuratnom razdoblju obnašajući dužnost premijera (u dva navrata), Državnoga starješine (također u dva navrata) i ministra vanjskih poslova.
Tõnisson je rođen 1868. godine u obitelji zemljoradnika u današnjoj općini Viiratsi. Nakon završene srednje škole u Tallinnu, upisao se na Sveučilište u Tartuu, gdje se pridružio Udruženju estonskih studenata koje će imati značajnu ulogu u estonskom nacionalnom preporodu s kraja 19. stoljeća. U jednom je trenutku postao i predsjednik udruženja, što mu je omogućilo da upozna mnoge ličnosti koje će imati značajnu ulogu u estonskom javnom životu nakon ostvarivanja neovisnosti. Godine 1893., postao je glavni urednik najvećih estonskih dnevnih novina Postimeesa. S tog je mjesta odigrao važnu ulogu u jačanju estonske nacionalne svijesti te je bio značajan protivnik pokušaja rusifikacije koju su centralne vlasti željele provesti u tom razdoblju. Tri godine kasnije, sa skupinom prijatelja kupio je te dnevne novine.
Nakon Revolucije 1905., Car je Estoniji dao veću autonomiju, što je Tõnissonu omogućilo osnivanje Progresivne narodne stranke, prve političke stranke na tlu Estonije. Iste godine postao je i prvi Estonac izabran u rusku Dumu; mandat mu je trajao do 1907. godine. Njegovo glasno zalaganje za veću autonomiju Estonije i prestanak režimske represije donijelo mu je 1907. tromjesečnu zatvorsku kaznu.
Tijekom Revolucije 1917., Tõnisson je bio na čelu pregovaračkog tima koji je dogovarao povoljne uvjete za Estoniju s Privremenom vladom. Uspio je izboriti još veću autonomiju te je čak dobio dozvolu za formiranje nacionalne vojske. Ipak, kada su boljševici preuzeli vlast u Rusiji, Tõnisson je bi prisiljen otići u izgnanstvo, odakle je u međunarodnim krugovima zagovarao podršku estonskoj neovisnosti. Estonija je 1918. godine proglasila neovisnost, koju je morala potvrditi u ratu protiv Rusije; Tõnisson se u međuvremenu vratio u zemlju  i 1920. postao premijer Estonije.
Nakon potpisivanja sporazuma iz Tartua i priznavanja estonske neovisnosti, Tõnissonova je stranka bila na vrhuncu popularnosti. Tõnisson je ponovo imenovan premijerom te će nastaviti s aktivnim političkim djelovanjem, postajući tako jedan od najaktivnijih estonskih državnika u međuratnom razdoblju. Uz to, do 1930. godine ostao je vlasnik Postimeesa, a glavni urednik sve do 1935. godine. Također je bio vlasnik važne tiskare u Tallinnu, posjedovao je veliku osobnu knjižnicu te je istovremeno radio kao odvjetnik. Od 1923. do 1925. bio je predsjednik Riigikogua, od 1927. do 1928. godine Državni starješina, od 1931. do 1932. godine ministar vanjskih poslova, onda od 1932. do 1933. godine ponovo predsjednik Riigikogua i, konačno, po drugi puta Državni starješina na nekoliko mjeseci tijekom 1933. godine. 
Kada je Konstantin Päts 1934. godine izvršio autopuč, došlo je do zabrane političkih stranaka i ograničavanja ljudskih prava; Tõnissonov Postimees je također zabranjen. Iako je tzv. "Doba šutnje" bilo znatno blaže nego ostale europske diktature u istom razdoblju, svejedno se radilo o autoritarnom režimu. Tõnisson se pridružio mnogobrojnim oporbenim političarima koji su se zalagali za dokidanje Pätsove autokracije.
Do 1939. godine postalo je jasno, a pogotovo nakon Pakta Ribbentrop-Molotov, kako je Estonija potpala pod sovjetsku sferu utjecaja, što se 1940. godine, kada je Sovjetski Savez okupirao Baltik, pokazalo istinitim. Tõnisson je molio Pätsa da pruži otpor Sovjetima, makar na simboličkoj razini, međutim Päts je već bio odlučio da će predati Estoniju bez borbe. Tijekom ljeta 1940. godine, Tõnisson je aktivno radio na formiranju oporbe sovjetskim okupatorima u parlamentu, međutim Sovjeti su potencijalne protivnike uklanjali uz korištenje sile.
Na jesen iste godine, NKVD je uhapsio Tõnissona, koji je ubrzo izveden pred sud. Tijekom suđenja, Tõnisson nije izrazio kajanje zbog svojih postupaka, niti je otkrio imena svojih suradnika i saveznika. Tõnisson je osuđen kao državni neprijatelj, međutim njegova sudbina nakon suđenja, kao i okolnosti njegove smrti i danas su misterij. Najvjerojatnija teorija je ona prema kojoj je Tõnisson ustrijeljen u Tallinnu početkom srpnja 1941., a mjesto gdje je pokopan nije poznato. Godine 1999., u Tartuu je podignut spomenik u čast Tõnissona.

## Vanjske poveznice
- Jaan Tõnisson Institute
- Jaan Tõnisson at the President of the Republic of Estonia website (est.)